# Малое Савино (озеро)
Малое Савино — пресноводное озеро на территории Городского поселения Кандалакша Кандалакшского района Мурманской области.

## Общие сведения
Площадь озера — 1,6 км². Располагается на высоте 155,9 метров над уровнем моря.
Форма озера лопастная, продолговатая: оно вытянуто с севера юго. Берега изрезанные, каменисто-песчаные, преимущественно возвышенные.
Из южной оконечности озера вытекает безымянный водоток, впадающий с правого берега в реку Лупче-Савино, впадающую в Белое море.
Населённые пункты и автодороги вблизи водоёма отсутствуют.
Код объекта в государственном водном реестре — 02020000711102000000022.